# Bambule (Wagenplatz)
Bambule war der Name eines Bauwagenplatzes im Hamburger Karolinenviertel. Er wurde am 4. November 2002 von der Polizei geräumt, nachdem der Hamburger Senat mit dem zuständigen Innensenator Ronald Schill entschieden hatte, diese Wohnform nicht mehr zu dulden. Die Entscheidung war in der Hansestadt heftig umstritten.

## Geschichte
Der Platz an der Vorwerkstraße wurde seit 1993 für das Wohnen in Bauwagen genutzt, ursprünglich von einigen Bewohnern des Wohnprojekts „Bahnhofstraße“ in der Marktstraße 107. Nach Ende der dortigen Bauarbeiten zogen Anfang 1994 neue Bewohner in die Wagen, die schnell das Misstrauen des Bezirks Hamburg-Mitte und der mit der städtebaulichen Sanierung im Karolinenviertel beauftragten „Stadterneuerungs- und Stadtentwicklungsgesellschaft Hamburg mbH“ (STEG) erweckten. Es wurde im Winter 1994/1995 versucht, die Bewohner durch eine Räumungsklage zum Umzug zu bewegen. Dies führte am Abend des 1. Dezembers 1994 zu einer „Straßenschlacht“, über die von CNN sogar international berichtet wurde. Der akute Konflikt konnte zunächst durch das Eingreifen des damaligen Innensenators Hartmuth Wrocklage beschwichtigt werden. Die angedrohte Räumung wurde nach dieser Erfahrung immer wieder ausgesetzt.
Es bestanden jedoch weiterhin unterschiedliche Absichten für die Nutzung der Flächen: Bezirksverwaltung und STEG machten den Bewohnern wiederholt Vorschläge für einen Umzug, zu denen auch die Sanierung eines leerstehenden Hauses in Form eines Wohnprojektes als Teil des Programms zur Alternativen Bau-Betreuung (ABB) gehörte. Diese erwies sich wegen des damals äußerst schlechten Erhaltungszustands des Hauses als nicht realisierbar. Die Koalition aus CDU, Schill-Partei und FDP, die bei den Bürgerschaftswahlen 2001 eine Mehrheit erreicht hatte, wollte den Bauwagenplatz nicht mehr dulden und setzte schließlich die Räumung des Bauwagenplatzes um.

## Räumungsgründe
Gründe waren neben der bevorstehenden Erweiterung der Hamburg Messe und entsprechenden Gestaltungsplänen zur Stadtentwicklung im Karolinenviertel die nach Auffassung der Stadtverwaltung unhygienischen Zustände sowie die Tatsache, dass die Bauwagenbewohner weder Miete noch Gebühren für Strom und (Ab-)Wasser bezahlt hatten. Die Bewohner wären nach eigener Aussage bereit zum Abschluss entsprechender Verträge gewesen, was jedoch vom Hamburger Senat aus grundsätzlichen Erwägungen abgelehnt worden sei. Nach Senatsplänen sollten stattdessen Kleingärten für Anwohner errichtet werden.

## Räumung
Die Räumung der vom Wagenplatz genutzten Flächen wurde am 4. November 2002 unter großen (auch bundesweiten) Protesten durchgeführt. Mehrere Wochen lang kam es zu Demonstrationen und Krawallen in der Stadt. Innensenator Schill versuchte, die Proteste polizeilich zu verhindern. Viele Bewohner des Karolinenviertels empfanden den Bauwagenplatz nicht als Belastung und die Polizeiaktionen als überzogen. Sie beklagten eine Wandlung des Klimas in der traditionell toleranten Stadt, kritisierten das Bauwagengesetz als veraltet und unnötig und brandmarkten die Räumung als Aktionismus und Populismus. Anwohner und lokale Einzelhändler solidarisierten sich mit dem Protest, indem sie für die Bauwagenplatzbewohner in einem Offenen Brief Stellung nahmen und Transparente an ihren Häusern befestigten. Auch Künstler wie die Bands Tocotronic, Fettes Brot, die Absoluten Beginner, ddp, Die Ärzte, Udo Lindenberg und Theater-Intendant Tom Stromberg erklärten ihre Solidarität mit dem Protest oder widmeten ihm Lieder. Der Radio-Sender Freies Sender Kombinat (FSK) begleitete die Proteste mit Liveberichten von der Straße, Reportagen und Diskussionssendungen und veranstaltete als Protest ein „Innenstadtballett“. Während einer Demonstration für den Erhalt des Bauwagenplatzes verprügelten drei thüringische Polizisten im November 2002 zwei Zivilpolizisten aus Schleswig-Holstein und verletzten diese. Sie hielten die beiden Polizisten in szenetypischer Kleidung für gewalttätige Demonstranten. Vorausgegangen waren Auseinandersetzungen in der Demonstration. Die Zivilpolizisten hatten, bevor sie zu Boden gebracht wurden, das gemeinsame Kennwort „Mondlicht“ gerufen, das die anderen Beamten angeblich nicht gehört hatten.
Es gab auch kritische Stimmen gegen den Bambule-Bauwagenplatz aus der Hamburger Bevölkerung, die nach den Erfahrungen mit Autonomen und Hausbesetzungen in Hamburg, wie die in der Hafenstraße, die Auffassung des Senats teilten, dass auf städtebaulicher Ebene ein gewisses Maß an Ordnung zu herrschen habe, das die Bambule nicht erfüllte.

## Folgen
Nach Einschätzung der Hamburger Behörde für Inneres und Sport führte die Solidarität mit den Bauwagenplatzbewohnern zu einer stark gesteigerten Aktionsbereitschaft der linksextremistischen Szene der Stadt sowie zu einer Solidarisierung linker Gruppierungen gegen die Politik des Senats. Insbesondere Ronald Schill rückte nach der Räumung des Bauwagenplatzes in den Fokus von Protesten.
2004 wurde mit dem Wendebecken in Barmbek-Nord ein weiterer Hamburger Wagenplatz zwangsweise geräumt. Die verbliebenen Plätze wurden weiterhin geduldet.

## Rezeption
Der unter der Regie von Skrollan Alwert im Rahmen einer Arbeit der Hochschule für Angewandte Wissenschaften Hamburg produzierte und vielfach beachtete Dokumentarfilm „Schillernde Zeiten“ schildert eindringlich die gesellschaftspolitischen Ereignisse rund um den Bauwagenplatz Bambule im Karoviertel in Hamburg, die mit Räumung des Geländes am 4. November 2002 ihren Höhepunkt fanden.
Musikalisch beschreibt der Song Tanzverbot (Schill to Hell) von Bela B. und der Hamburger Hip-Hop-Gruppe Fettes Brot die damalige Situation in Hamburg.